# Mundo Diario
Mundo Diario va ser un diari publicat a Barcelona de 1974 a 1980 de tendència progressista fundat per Sebastián Auger Duró empresari espanyol creador del Grup Mundo. El periòdic, va ser referència informativa durant la transició espanyola donant compte dels conflictes sindicals i les protestes estudiantils de l'època contra el règim franquista a més de realitzar el seguiment de les dificultats del dia a dia en l'obertura política d'Espanya. Va desaparèixer en 1980 a causa de la fallida del Grup Mundo.

## Antecedents
El periòdic es crea a partir del Diario Femenino que va néixer en 1968 com a periòdic femení i feminista que utilitzava mètodes moderns i innovadors en l'edició i plantejava temes d'especial actualitat com el divorci o el control de natalitat. La capçalera va ser comprada per Sebastián Auger Duró a l'empresari Víctor Seguí en 1972. El periòdic va passar a conèixer-se pels seus inicials DF el 4 d'octubre del 72 amb l'objectiu d'ampliar la seva audiència i esperar l'autorització del canvi de nom a Món Diari que finalment va arribar el 15 de febrer de 1974. Va mantenir gran part de la redacció i membres col·laboradors entre els quals es trobaven Carmen Alcalde, que va ser redactora cap, Lidia Falcón, Eliseo Bayo o Miguel Ángel Bastenier. L'última edició DF es va publicar el 15 de febrer de 1974 donant pas a Mundo Diario.
"A partir de novembre de 1975 es donen les condicions òptimes perquè la premsa funcioni com a catalitzador de les reivindicacions de tota mena que la societat exigia (...). El periodisme escrit tindrà una influència rellevant en aquests primers compassos de la Transició, sobretot durant el període crític que transcorre des de la mort de Franco fins a l'aprovació de la Constitució (1975-1978)" explica Marcel Mauri, a El compromís polític i social de la premsa catalana durant la transició. L'exemple de Mundo Diario», publicat a Congrés Historiadors de la Comunicació (AHC), 2004.

## Característiques
El periòdic, de periodicitat diària excepte els dilluns, es distribuïa en un 90% de les seves vendes en la zona metropolitana de Barcelona, el 8% en la resta de Catalunya i el 2% en la resta d'Espanya segons dades de l'OJD. En 1975 el seu preu era de 8 pessetes i en 1976 10 pessetes. La tirada al juny de 35.703 al juny de 1977 segons dades de OJD.
Era un periòdic d'esquerres a la recerca d'un públic universitari, obrer i de barri. Malgrat no tenir vinculació orgànica amb cap partit polític mantenia bona relació amb el PSUC. Dedicava atenció preferent a la informació local, espectacles i successos.
El periòdic es publicava en castellà i des de l'11 de juny de 1974 publicava una pàgina en català.

## Equip de redacció i col·laboradors
Des de 1971 quan encara era Diario Femenino fins a 1978 la direcció del diari va ser assumida per Ramon Solanes Pinyol. En la redacció Jaume Serrats era el subdirector i Ramon Miravitllas i Pere Bonnín, redactors en cap. Entre els seus col·laboradors habituals estaven: Francisco Umbral, Terenci Moix, Maria Aurèlia Capmany, Eduardo Haro Tecglen, Pere Bonnín, Jaume Vidal Alcover, Antoni Jutglar, Ramon Bech, Maruja Torres, Sebastià Serrano.
Entre els periodistes que treballaren a Mundo Diario es troben: Eduardo Álvarez Puga subdirector (1975-1979)

## Fons
Poden trobar-se els seus fons a l'Arxiu Històric de la Ciutat de Barcelona.